# Бромфилд (приорство)
Бромфилд (англ. Bromfield) — средневековое бенедиктинское приорство в Англии, в графстве Шропшир, вблизи современной одноимённой деревни.

## История
Упоминается в XI веке, накануне нормандского завоевания, как богатый королевский храм с двенадцатью канониками. Впоследствии, вероятно, в первой половине XII века, стал смешанной общиной монахов и каноников, а в 1155 году грамота Генриха II утвердила здесь бенедиктинское приорство, подтвердив его прежние владения и даровав новые. В том же году приорство подчинилось Глостерскому аббатству, которое постепенно заставило оставшихся каноников стать монахами и овладело всей собственностью, принадлежавшей церкви. Зависимость от Глостера сохранялась до конца существования приорства, которое не имело права самостоятельно избирать приора и не обладало собственной печатью.
Со светской точки зрения приорство считалось «королевской домениальной капеллой», и имело в этом отношении значительные иммунитетные привилегии.
Численность братии, вероятно, первоначально была большей, чем в последующие столетия. К концу существования обители в ней проживало, по-видимому, два или три монаха.
Внутренняя дисциплина в приорстве была слабой. В 1325 аббат Глостера намеревался перевести монахов из Бромфилда в своё аббатство в интересах поддержания дисциплины. Ранее, одна из епископских визитаций установила, что два монаха предаются охоте и стрельбе из лука, другие же слишком часто находятся за пределами обители.
Церковь приорства, перестроенная в XII в., подверглась в дальнейшем ряду архитектурных изменений. С юга к ней примыкали здания монастыря, теперь исчезнувшие. Приорству подчинялись приходская церковь в Бромфилде и несколько зависимых от неё капелл. Земельные владения в последующие столетия увеличились лишь незначительно. В 1535 общий доход монастыря составлял приблизительно 79 фунтов.
Бромфилд был ликвидирован в 1538 году, одновременно с Глостерским аббатством. Здания монастыря, за исключением церкви, были переделаны в резиденцию дворянского рода Фоксов, разрушенную в XVII веке.
В настоящее время из зданий приорства сохраняются действующая церковь и массивная каменная сторожка XIV века, с добавленным около XVII в. вторым этажом 

## Приоры Бромфилда
- Осберт, упом. 1119-28, 1132, 1129-47.
- Роберт of Haseley, назначен 1155.
- Роберт, упом. 1193-4.
- Элиас, упом. 1203, 1208.
- Генри Foliot, отрекся 1228.
- Александр, упом. 1228-43.
- Самсон (?), упом. 1243.
- Джон de Worme, упом. 1284.
- Томас, упом. 1312-13.
- Джон Toky, упом. 1346.
- Джон de Eldesfelde или Ellesforde, упом. 1355.
- Томас Penyord, упом. 1385, 1389.
- Эдмунд Dursley, упом. 1401.
- Ричард Horton, упом. 1424.
- Томас Bromfield, упом. 1432-3.
- Томас Wolriche, ум. или отрекся к 1516.
- Thomas Stanton, упом. 1516.
- Джон Stamford, упом. 1526.
- Томас Sebroke, упом. 1537 [2]